# عادل الحوسنی
عادل الحوسنی (انگلیسی: Adel Al-Hosani؛ زادهٔ ۲۳ اوت ۱۹۸۹) یک بازیکن فوتبال است.